# Jüdischer Friedhof (Znojmo)
Koordinaten: 48° 52′ 26,4″ N, 16° 2′ 35,6″ O

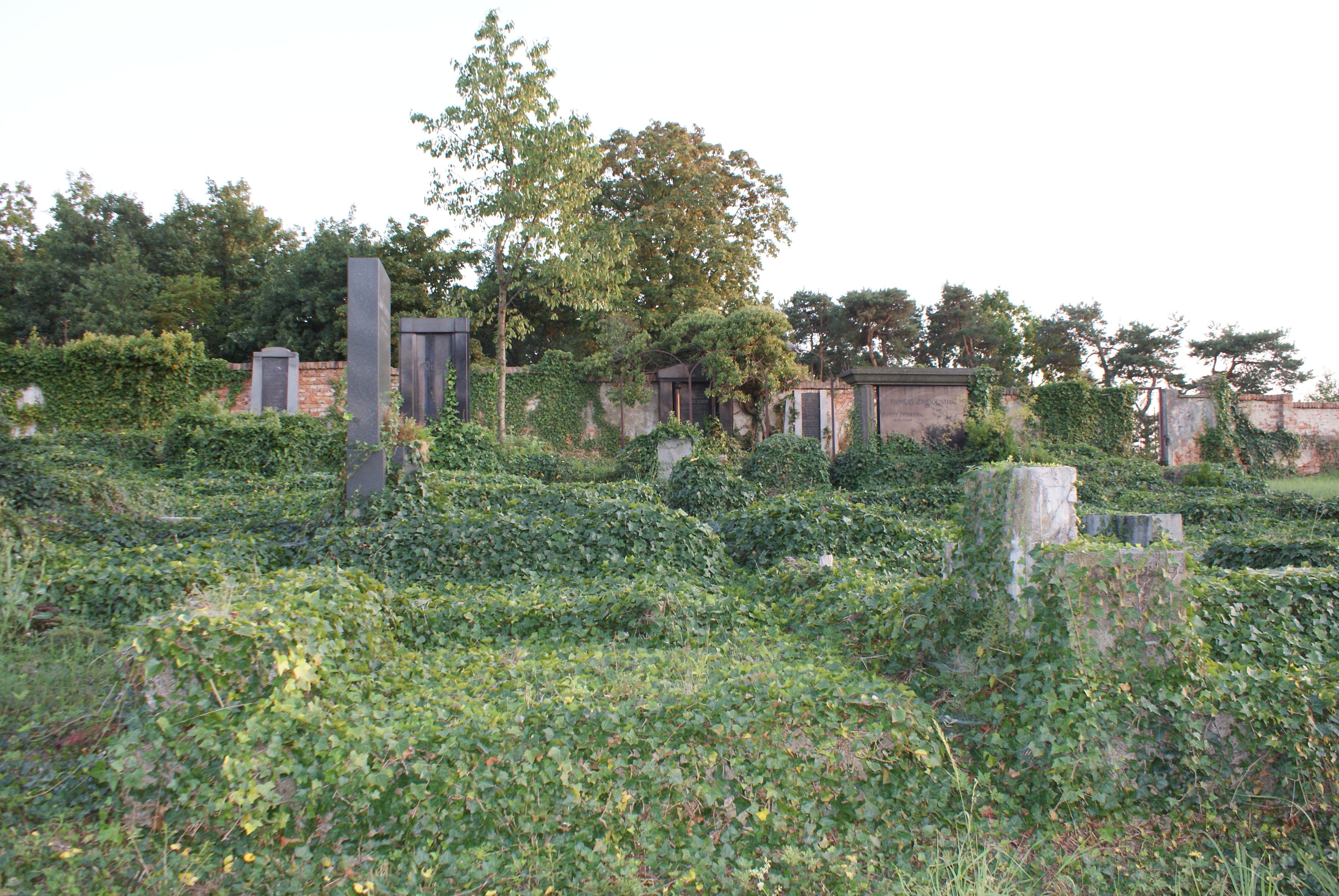
Jüdischer Friedhof in Znojmo

Der Jüdische Friedhof in Znojmo (deutsch Znaim), einer Stadt in der Südmährischen Region in Tschechien, wurde 1868 nördlich der Stadt auf dem Kühberg angelegt. Auf dem jüdischen Friedhof befinden sich heute noch circa 100 Grabsteine.

## Alter jüdischer Friedhof
Der alte Friedhof war nach der Verbannung der Juden aus der Stadt im Jahr 1454 eingeebnet worden. Einige Grabsteine von diesem Friedhof befinden sich im Südmährischen Museum in Znaim.